# Kirche Weischwitz

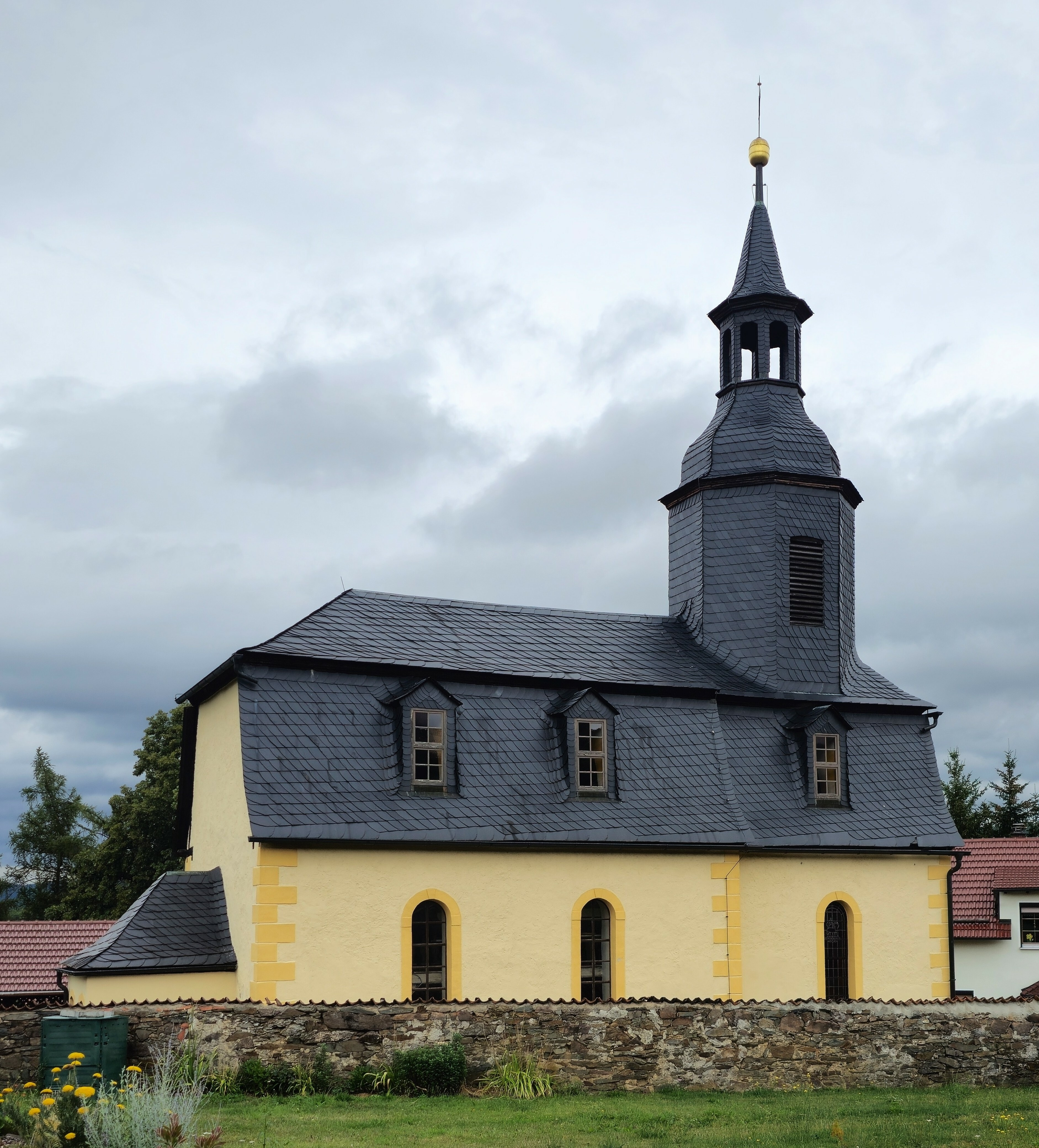
Dorfkirche Weischwitz

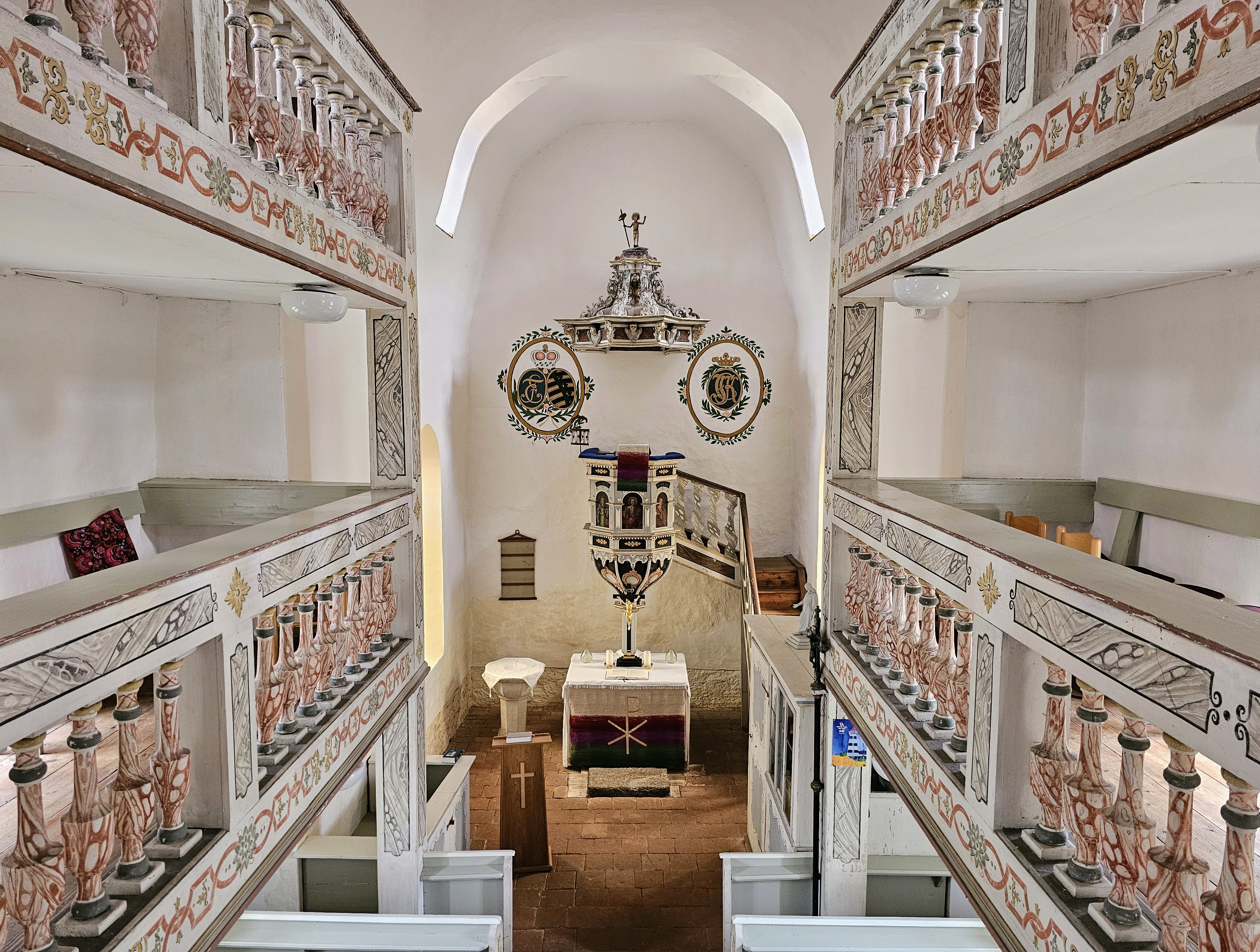
Innenraum (2023)

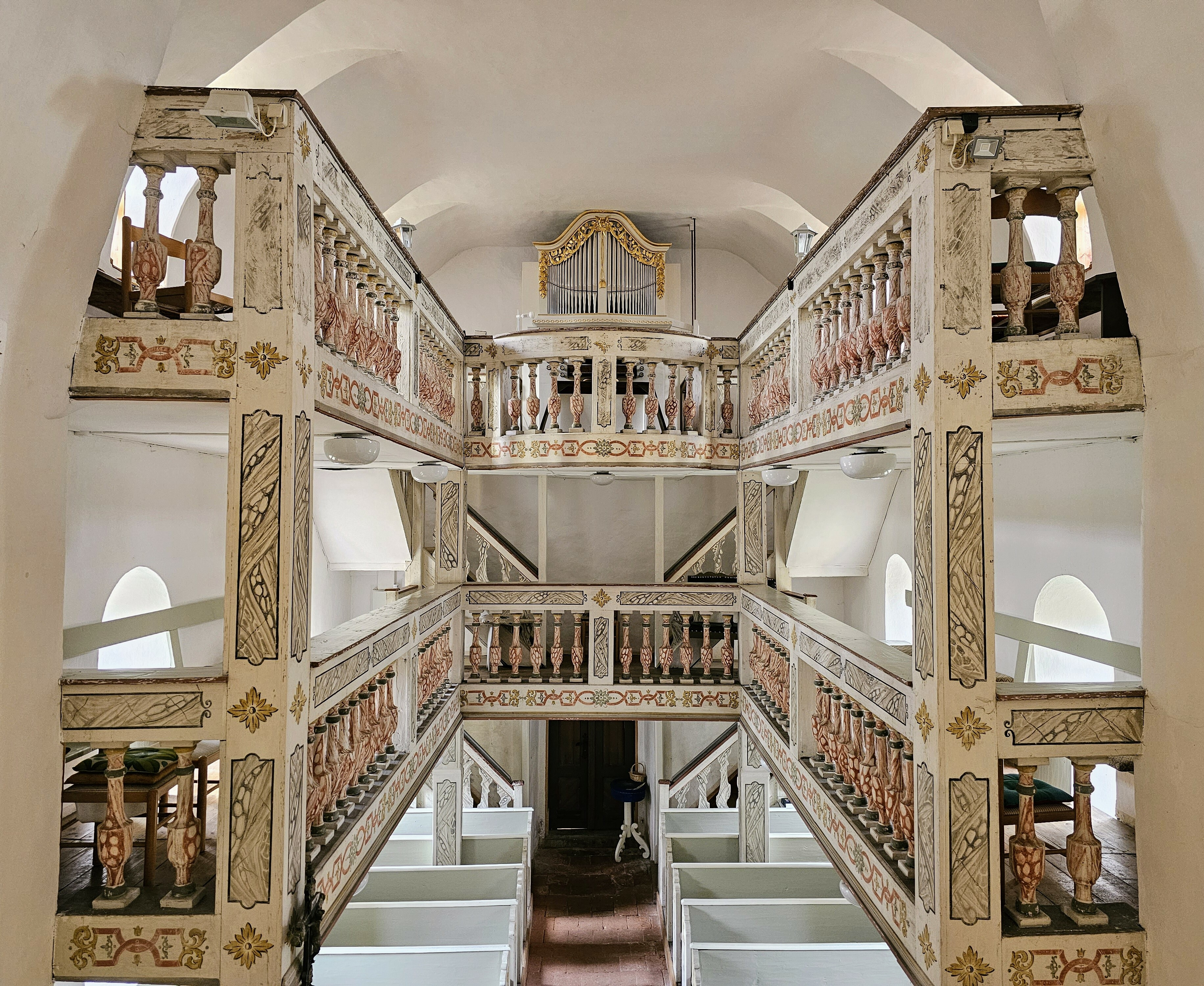
Innenraum, Blick zur Orgel

Die evangelisch-lutherische denkmalgeschützte Kirche Weischwitz steht in Weischwitz, einem Ortsteil der Gemeinde Kaulsdorf im Landkreis Saalfeld-Rudolstadt in Thüringen. Die Kirchengemeinde Weischwitz gehört zum Pfarrbereich Kaulsdorf-Hohenwarte im Kirchenkreis Rudolstadt-Saalfeld der Evangelischen Kirche in Mitteldeutschland.

## Beschreibung
Bereits um 1500 wird in mehreren Dokumenten ein Gotteshaus in Weischwitz genannt und als Filialkirche der Kirche Obernitz aufgeführt. Die romanische Saalkirche wurde 1792 barockisiert. Das Langhaus erhielt ein schiefergedecktes Mansarddach und über dem eingezogenen Chor wurde ein mächtiger achtseitiger Dachreiter mit Laterne errichtet, in dessen Glockenstube zwei Kirchenglocken hängen. 
Der Innenraum hat zweigeschossige Emporen, deren Brüstungen aus Balustern bestehen, und ist mit einer Flachdecke überspannt. Der Bereich des Chors hat noch das mittelalterliche spitzbogige Tonnengewölbe. Die im Zopfstil gestaltete Kanzel über dem Altar an der Ostwand ist mit einer Kanzeluhr ausgestattet. Aus der ersten Kirche ist ein Taufbecken von 1659 erhalten sowie die zugehörige Taufkanne. Die Orgel aus dem 18. Jahrhundert hat fünf Register, verteilt auf ein Manual und das Pedal. Sie wurde von einem unbekannten Orgelbauer, eventuell zwischen 1720 und 1740 von Johann Georg Fincke (oder Johann Andreas Franke oder Johann Georg Kappauf) für einen anderen Ort erbaut und 1792 im Rahmen der Kirchenerweiterung in Weischwitz aufgestellt. Nach zwischenzeitlichen Veränderungen und Zubauten erfolgte 2013 eine Restaurierung durch Frank Peiter.